# Austin 1800
La Austin 1800 è una berlina prodotta dall'Austin Motor Company (poi BMC) tra il 1964 ed il 1974.

## Lo sviluppo del modello
All'inizio degli anni sessanta l'Austin, che già produceva modelli di successo e, tecnicamente, all'avanguardia, come la Mini e la 1100 decise che era venuto il tempo di rimpiazzare anche uno dei suoi prodotti più tradizionali: la A60.

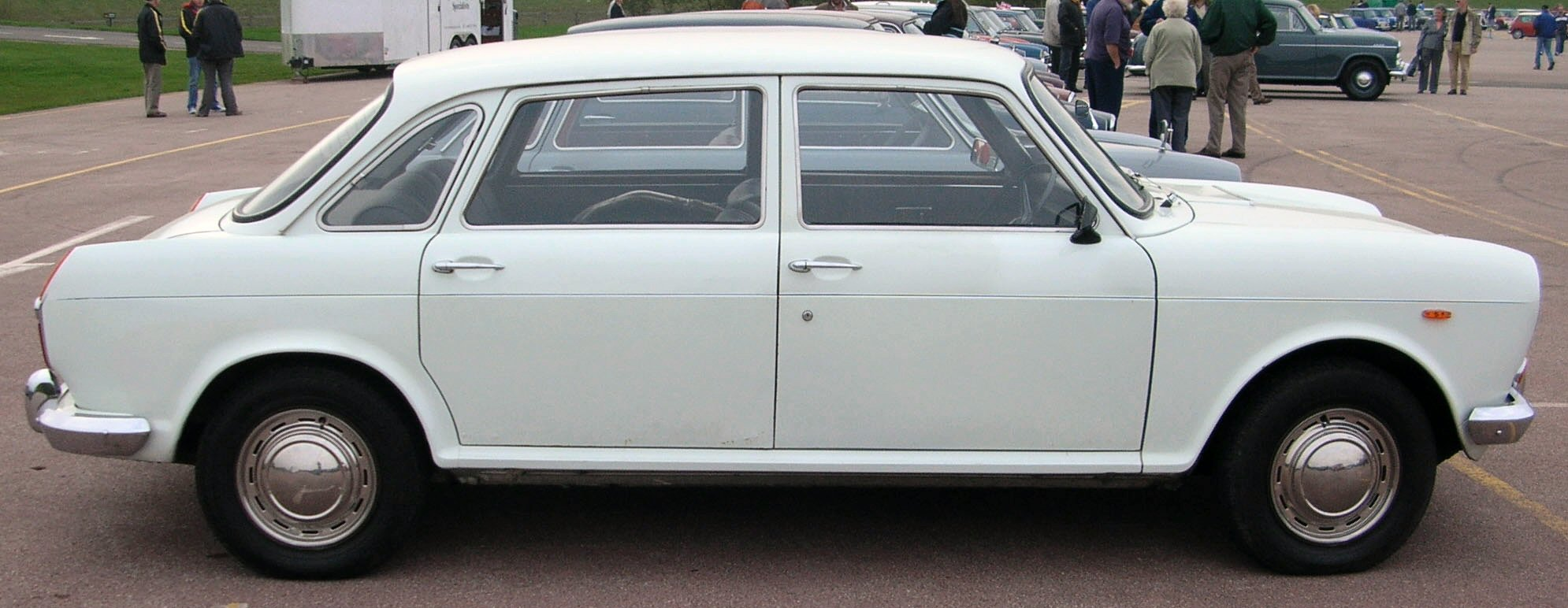
Vista laterale di una Austin 1800 restyling del 1969

Il progetto venne affidato, ovviamente, a Alec Issigonis, che decise di applicare anche la nuova berlina di fascia medio alta i concetti applicati con successo alla Mini e alla 1100: trazione anteriore, sospensioni Hydragas (evoluzione dell'Hydrolastic), grande abitabilità e comfort di marcia.
Convinto che la praticità fosse molto più importante della bellezza, Issigonis progettò una carrozzeria assai funzionale, ma oggettivamente brutta.
Di fronte alla fiducia cieca di Issigonis nelle proprie idee e ai successi che aveva ottenuto con la Mini e la 1100, il management Austin approvò la produzione della Ado 17 (codice interno del nuovo modello) che, col nome commerciale 1800, venne presentata alla stampa inglese nel 1964.
I giornalisti invitati all'evento rimasero ammutoliti, non per i contenuti tecnici d'avanguardia, ma per l'imbarazzante bruttezza dell'auto. Ciononostante l'autovettura venne insignita del premio Auto dell'anno nel 1965.

## La tecnica e l'evoluzione

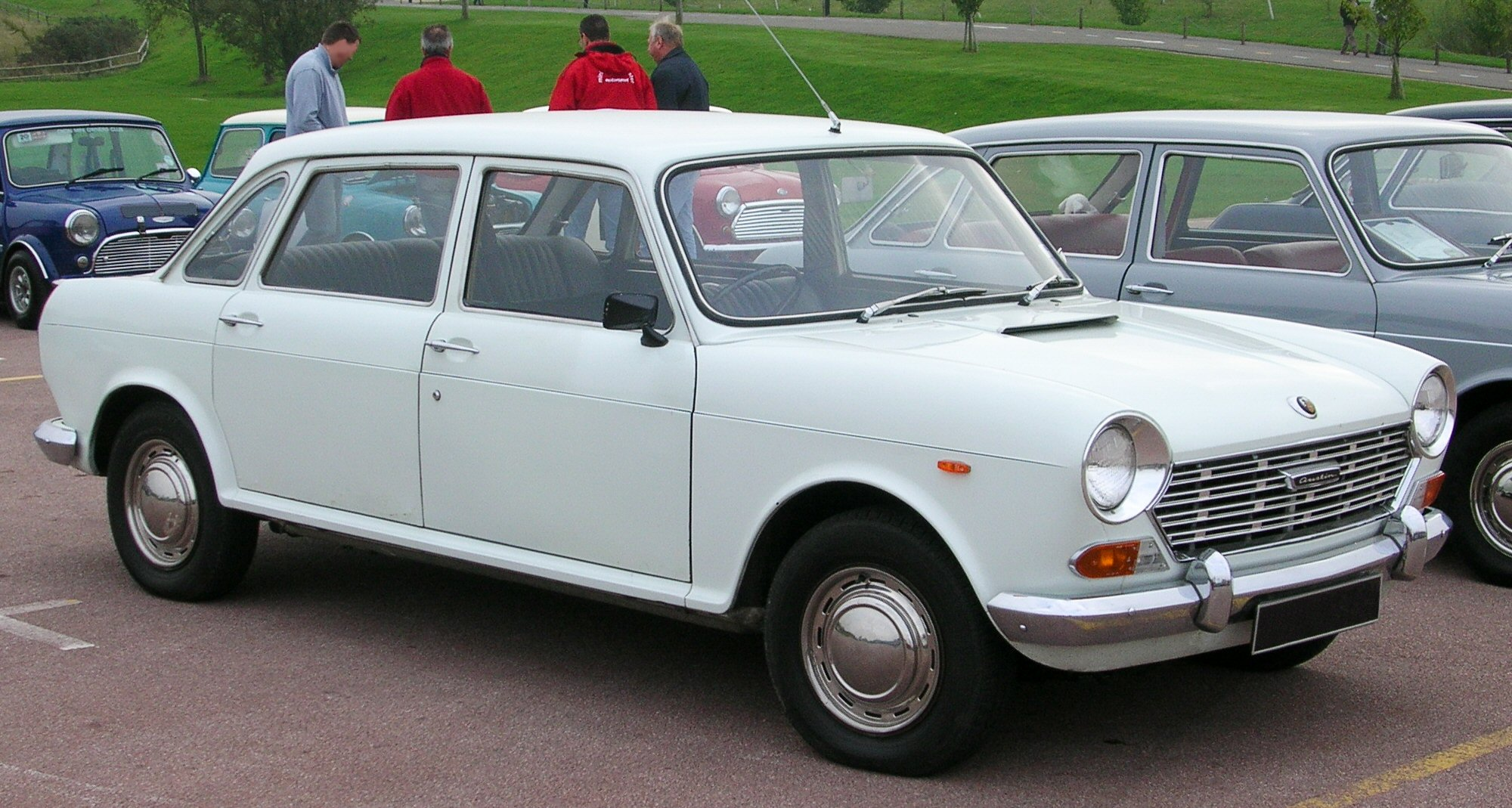
Austin 1800 Automatic ristilizzata del 1969

Come la Mini e la 1100, la 1800 era un'automobile tecnicamente evoluta. Abbandonata la trazione posteriore ed il retrotreno ad assale rigido con balestre a foglia della A60, la nuova nata adottava la trazione anteriore e un sofisticato sistema di sospensioni (a ruote indipendenti con bracci triangolari) con circuito idraulico. Lo schema era, sostanzialmente, analogo all'Hydrolastic introdotto nel 1962 sulla 1100, da cui differiva per la presenza di più confortevoli ammortizzatori a gas al posto degli elementi elastici in gomma.
Completavano il quadro tecnico il cambio a 4 marce, l'impianto frenante misto (con dischi all'avantreno e tamburi dietro) ed il motore 4 cilindri in linea B-Series, con albero a camme laterale e alimentazione a carburatore, di 1798 cm³ da 85 CV.
Al momento del lancio la gamma includeva le versioni 1800 standard e le 1800 De Luxe, che differivano solo per il livello d'allestimento.
Le ottime doti stradali, l'abitabilità, il comfort e il buon livello di finiture interne (specialmente sulla De Luxe), non furono armi sufficienti per attrarre il pubblico, allontanato soprattutto dalla linea poco gradita, e la produzione s'attestò sui 40 000 esemplari all'anno (contro i 200.000 previsti).
L'insuccesso del modello si riversò anche sui modelli presentati con altri marchi del gruppo: Morris 1800 (quasi identica alla versione Austin) e Wolseley 18/85 (caratterizzata da uno specifico frontale e finiture più ricche). Venne soppressa la prevista versione MG.
Nel 1968, per risollevarne le sorti commerciali, il modello venne sottoposto ad un restyling con la consulenza di Pininfarina, che ne modificò la parte anteriore (mascherina e fari) e la coda (aggiungendo due pinne, sullo stile della 1100/1300). Da parte sua la BMC aggiunse nuovi profili cromati, diversi cerchi e interni modificati. Dal punto di vista tecnico si registrò l'esordio, accanto alla versione monocarburatore da 85 CV, di una versione bicarburatore da 98 CV del 1800 B-Series.

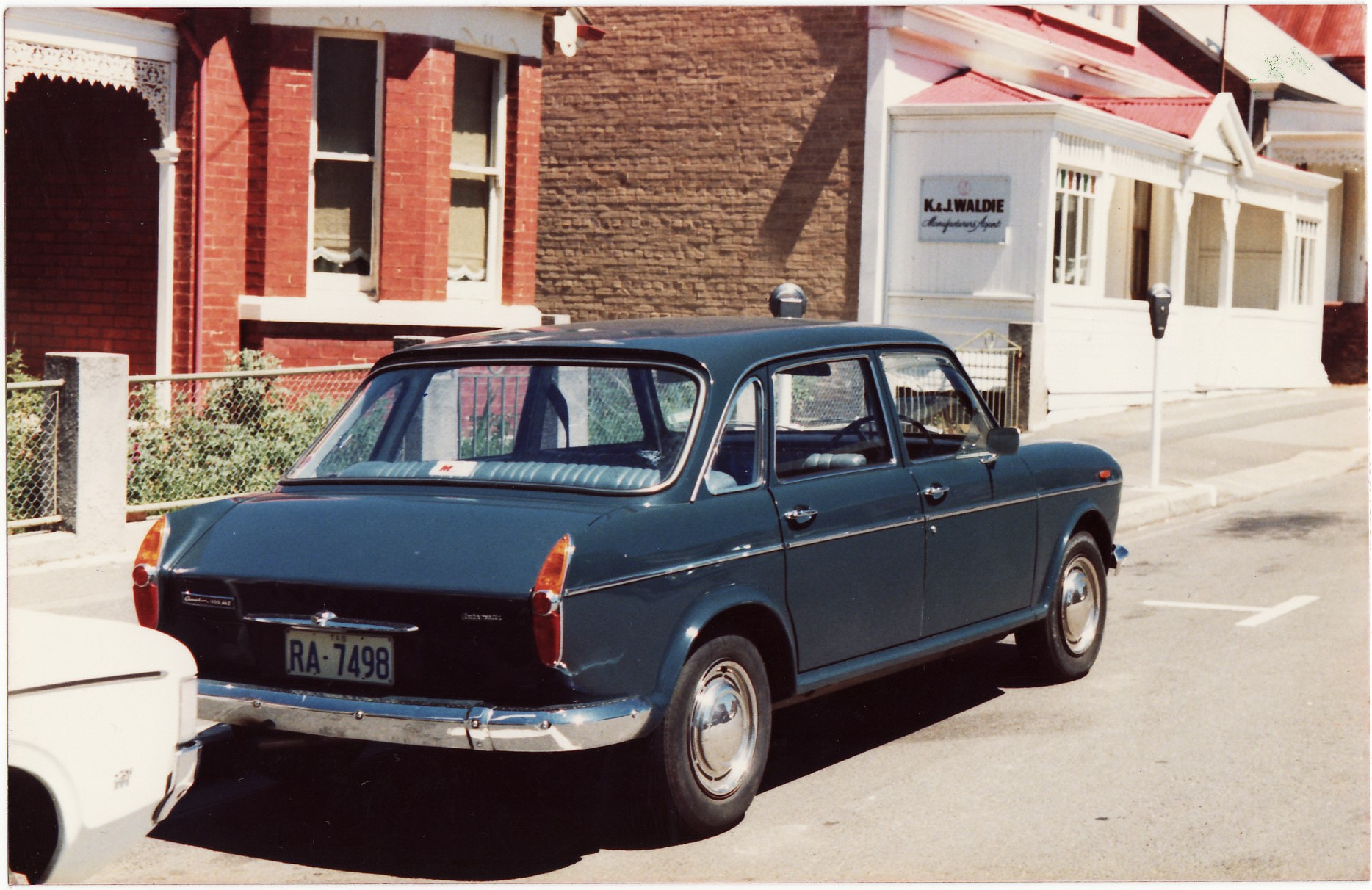
Posteriore di una Austin 1800 restyling del periodo 1968-72

La nuova gamma includeva le varianti:
- 1800 (85 CV)
- 1800 (85 CV) De Luxe
- 1800 S (98 CV)
- 1800 S (98 CV) De Luxe

Il restyling non cambiò le sorti commerciali del modello.
Nel 1971 su alcuni mercati (non l'Italia, però) venne offerta anche una versione mossa da un 6 cilindri monoalbero in testa di 2227 cm³ da 110 CV. La 2200 poteva avere marchio Austin, Morris o Wolseley. In quest'ultimo caso il modello prendeva il nome di Six.
Nel 1974 tutte le Ado 17 vennero tolte di listino, rimpiazzate dalle Princess. Sono state prodotte: 221.000 Austin, 105.000 Morris e 35.000 Wolseley.